# Knežja vas
Knežja vas – wieś w Słowenii, w gminie Trebnje. W 2018 roku liczyła 78 mieszkańców.